# 상록수부대
상록수부대(常綠樹部隊, 영어: Sangnoksu Unit)는 대한민국의 유엔 평화유지군 부대이다. 소말리아, 앙골라, 동티모르에 파병되었다.

## 활동

### 소말리아
1991년 대한민국은 유엔에 가입하고 평화유지군 활동에 참여하기 위해 소말리아에 진행된 제2차 유엔 소말리아 임무(UNSOM II)에  건설공병대대 252명(공병 190명, 장교 30명, 부사관 32명)이{\displaystyle } 파병하였다. 정식 명칭은 제189건설공병대대이다. 1993년 7월에 창설되어 소말리아에 도착한 상록수부대는 소말리아 평화유지활동 사령부의 지시에 따라 도로를 보수하고 민사 활동에 착수하였다. 1994년 3월 15일에 철수하였다.

### 앙골라
앙골라에서 제3차 유엔 앙골라 검증 임무(UNAVEM III)에 건설공병대대 198명(장교 22명, 부사관 16명, 공병 160명)이 1995년 10월부터 파병되어 1996년 12월 23일까지 활동하고 철수하였다. 정식 명칭은 제101야전공병대이다.

### 동티모르
유엔 동티모르 임무(UNAMET)에서는 1999년 9월 통과된〈국군부대의 동티모르 다국적군 파병동의안〉에 따라 최초로 전투부대로서 창설되었다. 부대는 특수전사령부, 제반 지원부대 및 해병대 제1사단 예하 해안개척대대, 경찰청, 해양경찰청에서 차출된 총 419명(보병 201명, 지원대 172명, 지휘부 46명)으로 구성되었으며, 1999년 10월 28일부터 2003년 10월 23일까지 동티모르 국제군(INTERFET)의 일원으로서 활약하였다. 동티모르 독립 정부의 수립을 지원하고 선거 감시하는 임무를 수행했다. 정식 명칭은 제522평화유지단이다. 상록수부대는 치안유지 및 인도적 구호활동 등 부여된 임무뿐만 아니라 태권도와 새마을운동을 전파하였고, 4년의 기간 동안 총 148회에 걸쳐 대민지원과 구호활동을 전개하여 의류 4만여 점, 학용품 4만 5천여 점, 체육기구 2,300여 점, 생필품 6만여 점을 주민들에게 제공하였다. 장교 66명, 준사관 1명, 부사관 189명, 병사 163명이 참여하였다.

## 같이 보기
- 단비부대 - 유엔 아이티 안정화 임무단(MINUSTAH)에 참여 중.
- 동명부대 - 유엔 레바논 평화유지군(UNIFIL)에 참여 중.
- 유엔 평화유지군
- 대한민국의 평화유지활동

## 참고
1. ↑  성신여대 산학협력단 (2006년 12월 1일). “소말리아 유엔 평화유지군(PKO) 파견”. 국가기록원. 2015년 10월 22일에 원본 문서에서 보존된 문서. 2011년 1월 20일에 확인함.
2. 1 2 3  “유엔 PKO 현황”. 외교통상부. 2010년 9월 14일. 2015년 2월 7일에 원본 문서 (HWP)에서 보존된 문서. 2012년 1월 20일에 확인함.
3. ↑  “국군공병부대의「앙골라유엔평화유지단」참여동의안”. 외교통상부. 2010년 1월 21일. 2015년 2월 7일에 원본 문서 (PDF)에서 보존된 문서. 2012년 1월 20일에 확인함.
4. ↑  성신여대 산학협력단 (2006년 12월 1일). “동티모르에 평화유지군 파견”. 국가기록원. 2015년 10월 22일에 원본 문서에서 보존된 문서. 2011년 1월 20일에 확인함.
5. ↑  “국군부대의동티모르 다국적군 파견동의안(1999)”. 외교통상부. 2010년 1월 20일. 2015년 2월 7일에 원본 문서 (PDF)에서 보존된 문서. 2012년 1월 20일에 확인함.
6. ↑  위승호, 〈한국군의 동티모르 평화유지활동에 관한 연구〉 단국대학교 행정법무대학원, 석사학위논문(2005) 77쪽.